# Акакі Асатіані
Акакі Асатіані (груз. აკაკი ასათიანი; нар. 22 жовтня 1953) — грузинський політичний та громадський діяч, голова «Союзу грузинських традиціоналістів» (СГТ), голова Верховної Ради Грузинської РСР (1991—1992), учасник «Революції троянд».

## Життєпис
Народився 22 жовтня 1953 року у Тбілісі. Дитинство минуло в Україні, на Донбасі, де його батько працював гірничим інженером, згодом директором шахти. Згодом повернувся з батьками у Грузію. Закінчив факультет сходознавства Тбіліського державного університету. Працював викладачем у Художньому училищі Мосе Тоидзе, редактором та перекладачем у «ГрузІнформі», згодом Інформаційному агентстві «Сакартвело».
Акакі Асатіані двіччі був обраний депутатом парламенту Грузії з 1990 по 1995, був заступником голови парламенту Грузії, та з 1999 по 2004 роки. З 18 квітня 1991 до 6 січня 1992 рік був головою Верховної Ради Грузинської РСР у часи президентства Звіада Ґамсахурдії, пішов з посади за станом здоров'я.
У квітні 1989 року брав участь у створенні монархічної партії Грузії. 29 вересня 1989 року, на установчих зборах монархічної партії, був обраний її очільником. Після того, як у монархічній партії стався розкол, Акакі Асатіані створив та очолив «Союз грузинських традиціоналістів», який увійшов потім у блок «Круглий стіл — Вільна Грузія».
Асатіані був учасником «Революції троянд». Після того, як єдиним кандидатом у президенти від опозиції висунули Михеїла Саакашвілі, перейшов у опозицію.
У 2013 році балотувався на виборах президент Грузії, але за кілька днів перед виборами зняв свою кандидатуру та закликав своїх виборців голосувати за Бурджанадзе, очільницю опозиційної партії «Демократичний рух — Єдина Грузія».
На президентських виборах 2018 року Акакі Асатіані зняв свою кандидатуру на користь Кахи Кукава, кандидата від партії «Вільна Грузії».